# Maritzoprøret
Maritzoprøret (eller Boeroprøret eller Femshillingsoprøret) udbrød i Sydafrika i 1914 ved udbruddet af første verdenskrig: oprørerne ønskede en genoprettelse af de gamle boerrepublikker og var i stærk opposition til regeringen i den nye Unionen Sydafrika.
Mange af unionens ledere havde selv kæmpet på boernes side i den anden boerkrig 12 år tidligere.
Oprøret mislykkedes, og initiativtagerne blev fængslet og fik bøder.
25°43′00″S 28°14′00″Ø / 25.716667°S 28.233333°Ø